# Carolina Bonaparte
Maria Annunciata (Carolina) Bonaparte (Ajaccio, 25 maart 1782 – Florence, 18 mei 1839), princesse française, Keizerlijke Hoogheid, prinses Murat, groothertogin van Berg, koningin van Napels, later gravin de Lipona. Was het zevende kind en zesde dochter van Carlo Maria Buonaparte en Maria Laetitia Ramolino, die haar jeugd overleefde. Ze was de zuster van Napoleon Bonaparte en de echtgenote van prins Joachim Murat.

## Leven
Ze werd op 25 maart 1782 geboren in Ajaccio op het eiland Corsica. Carolina had vier oudere broers: Jozef (1768-1844), Napoleon (1769-1821), Lucien (1775-1840) en Lodewijk (1778-1846). Ook had Carolina een jongere broer: Jérôme (1784-1860). Carolina was de jongste dochter, ze had twee oudere zussen: Elisa (1777-1820) en Pauline (1780-1825).
Door haar ambitieuze en intrigerende karakter werd Murat, met wie zij op 20 januari 1800 te Plailly huwde, keizerlijk luitenant in Spanje (1803), gouverneur van Parijs, maarschalk van Frankrijk (1804), groothertog van Berg en Kleef (1806) en uiteindelijk koning van Napels (1808). Daar Murat voor Frankrijk streed en vaak afwezig was regeerde zij in feite - en op bekwame wijze - over het land en verwierf zich daarmee enige populariteit.
Aanvankelijk was Napoleon niet zo blij met de keuze van Carolina. Maar dankzij Napoleons eerste vrouw Joséphine de Beauharnais, veranderde dit en kregen ze toestemming om te trouwen. Carolina ging naar dezelfde school als Joséphines dochter Hortense. Ze werden later goede vrienden. Hortense was overigens getrouwd met Carolina's oudere broer Lodewijk, de Koning van Holland (1806-1810). Uit het huwelijk van Joachim en Carolina werden vier kinderen geboren:
- Achille Karel Lodewijk Napoleon (21 januari 1801 - 15 april 1847), gehuwd met Catherine Willis Gray. Het huwelijk bleef kinderloos.
- Maria Laetitia Joséphine Annunciata (26 april 1802 - 21 maart 1859), gehuwd met Guido Taddeo Marchese Pepoli, een Italiaanse Graaf. Er werd uit dit huwelijk één dochter geboren.
- Lucien Karel Jozef Napoleon (16 mei 1803 - 10 april 1878), gehuwd met Georgine Fraser. Uit dit huwelijk werden vijf kinderen geboren. Hij was de enige van de vier kinderen van Joachim Murat en Carolina die enige bekendheid genoot.
- Louise Julie Carolina (21 maart 1805 - 1 december 1889), gehuwd met Giulio Conte Rasponi.

Koningin Carolina van Napels met haar vier kinderen. Van links naar rechts: prinses Louise, prins Achille, Caroline, prins Lucien en prinses Laetitia

## Politiek
Ambitieus en macht-hongerig, werd zij groothertogin van Berg en Kleef op 15 maart 1806. Zij werd dankzij haar broer, keizer Napoleon, de koningin van Napels op 1 augustus 1808, toen haar man de tweede napoleontische koning van Napels werd. Alle broers en zusters van Carolina hadden een politieke functie in Europa. Haar broer Jozef was eerst koning van Napels en daarna koning van Spanje, zus Elisa was vorstin van Lucca en Piombino en Groothertogin van Toscane, Lucien was vorst van Canino en Musignano en vooral een belangrijk staatsman in Frankrijk, Lodewijk en haar vriendin Hortense waren koning en koningin van het koninkrijk Holland, en Pauline was hertogin van Parma en Guastalla. Haar jongere broer Jérôme was de koning van het koninkrijk Westfalen. Echter werden de meesten van haar broers en zusters al voor Napoleons definitieve nederlaag in Slag bij Waterloo (1815) onttroond.
Toen haar neefje werd geboren op 20 maart 1811, de latere keizer Napoleon II, uit het tweede huwelijk van haar broer Napoleon met aartshertogin Marie Louise van Oostenrijk werd haar hoop voor haar zoon Achille Napoleon dat die ooit keizer van Frankrijk zou worden, vernietigd. Daarom sloot Carolina zich aan bij Napoleons vijand, Klemens Wenzel von Metternich. Toen hij in zijn poging faalde om de Franse troon voor Murat te beveiligen, werd de laatst genoemde geëxecuteerd op 13 oktober 1815. Daarna vluchtte Carolina naar het Oostenrijkse Keizerrijk. Ze stierf op 18 mei 1839 in de Italiaanse stad Florence. Een van haar directe nakomelingen is de Amerikaanse acteur René Auberjonois.
- Bibliothèque nationale de France: cb120481563 (data)
- Gemeinsame Normdatei: 118585827
- International Standard Name Identifier: 0000 0001 0871 8648
- Library of Congress Control Number: n50051519
- Nationale Bibliotheek van Israël: 987007259567705171
- Nederlandse Thesaurus van Auteursnamen: 091380944
- Réseau des bibliothèques de Suisse occidentale: 02-A028388786
- Istituto Centrale per il Catalogo Unico: NAPV055270
- SNAC: w6611k7k
- Système universitaire de documentation: 02869886X
- Virtual International Authority File: 14788463
- WorldCat: E39PBJymCmd6b3dt9Vm7kbHwG3